# Patrick C. Leyens
Patrick C. Leyens (* 1974 in Aachen) ist ein deutscher Rechtswissenschaftler und Professor an der Universität Bremen.

## Wissenschaftlicher Werdegang
Patrick Leyens studierte Rechtswissenschaft an der Universität zu Köln, legte 1999 die erste juristische Staatsprüfung ab und erwarb 2000 einen Master of Laws (LL.M) der Queen Mary University of London. Die zweite juristische Staatsprüfung legte er 2006 nach dem Rechtsreferendariat am Hanseatischen Oberlandesgericht in Hamburg mit Stationen in New York und Sydney ab. Im selben Jahr wurde er von der Universität Hamburg mit einer gesellschaftsrechtlichen Dissertation promoviert und habilitierte sich dort 2015 mit einer Arbeit zum Kapitalmarktrecht, jeweils betreut durch Klaus J. Hopt.
Am Max-Planck-Institut für ausländisches und internationales Privatrecht in Hamburg war er von 2001 bis 2007 wissenschaftlicher Mitarbeiter und sodann wissenschaftlicher Referent. Im Rahmen der 2007 angetretenen Juniorprofessur für Zivilrecht und ökonomische Analyse des Rechts an der Universität Hamburg war er am Aufbau des trinationalen European Doctorate in Law & Economics beteiligt und leitete anschließend die Hamburger Beteiligung an diesem Programm. Seit 2014 ist er ehrenamtlicher Professor am Rotterdam Institute of Law and Economics der Erasmus University Rotterdam. Nach Lehrstuhlvertretungen in Berlin (Humboldt), Hamburg und Münster nahm er 2019 den Ruf der Karl-Franzens-Universität Graz auf eine Professur für Law & Business Research an.
Zum Wintersemester 2020/21 hat Patrick C. Leyens den Ruf der Universität Bremen auf die Professur für Bürgerliches Recht, Handels- und Gesellschaftsrecht angenommen. Seit dem Wintersemester 2024/2025 ist er Prodekan.
Das Bundesministerium der Finanzen und den Deutschen Bundestag beriet er von 2007 bis 2009 zur Reform der Einlagensicherung und Anlegerentschädigung. Beim 69. Deutschen Juristentag 2012 war er Referent der Abteilung Wirtschaftsrecht zum Thema Corporate Governance. Seit 2014 ist er Mitglied des Arbeitskreises Corporate Governance Reporting der Schmalenbach-Gesellschaft für Betriebswirtschaft, seit 2017 Research Member des European Corporate Governance Institute und seit 2010 Mitglied des Ausschusses für Unternehmensrechnung beim Verein für Socialpolitik.
Forschungsaufenthalte nahm er u. a. am Wolfson College Cambridge und der NYU wahr.
Seine Forschungsschwerpunkte liegen auf dem Vertrags-, Unternehmens- und Kapitalmarktrecht, insbesondere Corporate Governance und Corporate Finance, der Rechtsvergleichung sowie der ökonomischen Analyse des Rechts.

## Auszeichnungen
Für seine Forschungs- und Lehrleistungen erhielt er mehrere Auszeichnungen. 
Die Auszeichnungen für die Dissertation umfassen den ersten Platz beim Hochschulpreis des Deutschen Aktieninstituts (DAI) für Dissertationen, den Kurt-Hartwig-Siemers-Wissenschaftspreis der Hamburgischen Wissenschaftlichen Stiftung und die Otto-Hahn-Medaille der Max-Planck-Gesellschaft.
Für seine Habilitationsschrift erhielt er den Förderpreis der Esche Schümann Commichau Stiftung, den Forschungspreis der Stiftung Kapitalmarktrecht für den Finanzstandort Deutschland, den ersten Platz des vom DAI vergebenen Hochschulpreises und den vom Finanzplatz Hamburg vergebenen Innovationspreis (Finanzkompass).
Seine Lehre zu Corporate Governance & Finance im akademischen Jahr 2022/23 wurde mit dem Best Teacher Award des European Master in Law & Economics (EMLE) gewürdigt.

## Schriften (Auswahl)
- Information des Aufsichtsrats. Ökonomisch-funktionale Analyse und Rechtsvergleich zum englischen Board. Tübingen 2006, ISBN 3-16-149199-8.
- mit Jochen Bigus: Einlagensicherung und Anlegerentschädigung. Reformüberlegungen aus ökonomischer und rechtsvergleichender Sicht. Tübingen 2008, ISBN 978-3-16-149823-7.
- Informationsintermediäre des Kapitalmarkts. Private Marktzugangskontrolle durch Abschlussprüfung, Bonitätsrating und Finanzanalyse. Tübingen 2017, ISBN 3-16-154096-4.
- Hommelhoff/Hopt/Leyens, Unternehmensführung durch Vorstand und Aufsichtsrat. Aktien-, Kapitalmarkt- und Bilanzrecht, Corporate Governance. München 2024, ISBN 978-3-406-78257-2.